# Ben 10: Ultimate Alien
Ben 10: Ultimate Alien er en amerikansk tegnefilmserie fra 2010, den tredje serie i Cartoon Network's Ben 10-franchise og efterfølgeren til Ben 10: Alien Force.

## Handling
Ben 10: Ultimate Alien foregår et par uger efter Alien Force. Ben Tennyson, som nu er 16 år, må lærer at mestre kræfterne i Ultimatrixen, som er en modificeret version af Omnitrixen som har egenskaben til at udvikle Ben's rumvæsner til meget mægtigere versioner af sig selv kaldt "ultimative former".

## Karakterer

### Hovedpersoner
- Benjamin Kirby "Ben" Tennyson (stemme af Yuri Lowenthal) seriens hovedperson og
- Gwendolyn "Gwen" Tennyson (stemme af Ashley Johnson), Ben's kusine med magiske kræfter, og Kevin's kæreste
- Kevin Ethan Levin (stemme af Greg Cipes), en af Bens tidligere fjender og nu en del af Ben's hold

### Tilbagevendende
- Maxwell "Max" Tennyson (stemme af Paul Eiding) , Ben's og Gwen's bedstefar, og medlem af blikkenslagerne, en intergalaktisk ordensmagt som bekæmper fjendtlig rumvæsenaktivitet.

### Skurke
- Vilgax (stemme af James Remar), en krigsherre fra planeten Vilgaxia
- Charmcaster (stemme af Kari Wahlgren), en magiker

### Danske stemmer
| Skuespiller           | Rolle(r)                      |
| --------------------- | ----------------------------- |
| Kristian Holst White  | Benjamin "Kirby" Ben Tennyson |
| Sophie Gunilla Larsen | Gwendolyn "Gwen" Tennyson     |
| Morten Hemmingsen     | Kevin Ethan Levin             |
| Max Hansen            | Maxwell "Max" Tennyson        |
| Øvrige                |                               |
| Peter Røschke         |                               |
| Sonny Lahey           |                               |

## Afsnit
| Sæson | Sæson | Afsnit | Oprindelig sendt   | Oprindelig sendt  |
| Sæson | Sæson | Afsnit | Start              | Slut              |
| ----- | ----- | ------ | ------------------ | ----------------- |
|       | 1     | 20     | 23. april 2010     | 10. december 2010 |
|       | 2     | 12     | 4. februar 2011    | 29. maj 2011      |
|       | 3     | 20     | 16. september 2011 | 31. marts 2012    |